# پارک ملی ابرولهوس مارین
پارک ملی ابرولهوس مارین (به پرتغالی: Parque Nacional Marinho dos Abrolhos) یک منطقهٔ مسکونی در برزیل است که در کاراولاس واقع شده‌است.